# Brian Heslop
Brian Heslop (sinh ngày 4 tháng 8 năm 1947) là một cựu cầu thủ bóng đá người Anh từng thi đấu ở vị trí Hậu vệ cho Sunderland.